# Robbie Nevil
Robbie Nevil, seudónimo artístico de Robert S. Nevil (Los Ángeles, California, 2 de octubre de 1958) es un cantante, compositor, productor y guitarrista pop estadounidense. Principalmente conocido por su éxito de 1986 "C'est la vie".

## Comienzos
Empezó a tocar la guitarra a los 11 años y comenzó a realizarse como músico en una serie de bandas de su comunidad realizando música original. Firmó un contrato de edición en 1983 y comenzó a escribir canciones para The Pointer Sisters, El DeBarge, y Earth, Wind & Fire.
En 1984 publicó con el grupo de pop/rock Jakata su único disco "Light the night" bajo el sello Morocco Records (filial roquera de la mítica Motown) y en el que se encarga de la guitarra eléctrica.
En 1986 recibió su primer contrato de grabación con Manhattan Records, para el que grabó su álbum debut con los productores de Alex Sadkin y Phil Thornalley. Propulsado por su sencillo top five "C'est la vie", el álbum logró entrar en el Top 40 y tanto como en el Pop y en el R & B Charts.
Su segundo sencillo, "Dominoes" alcanzó el puesto #14 en el Hot 100 y #22 en el Dance Music / Club Play Singles, mientras que su tercer sencillo "Wot's It To Ya" llegó al #10 en el Hot 100 y en el Dance Club Play, y el puesto #69 en el R & B charts.
En 1988, lanzó su segundo álbum, A Place Like This, llegando al #118, apareciendo en el Top 40 por cuarta vez, con "Back On Holiday" (#34). Un segundo sencillo, "Somebody Like You", no pudo aprovechar ese éxito, alcanzando el puesto #63.
En 1991, Day 1, fue lanzado obteniendo malas ventas, con un solo sencillo, titulado "For Your Mind" quedando sólo en el puesto #86. Su segundo sencillo "Just Like You" -convirtiéndose en su mayor éxito desde -1987 y su quinto y último sencillo llegó al Top 40, alcanzando también el puesto #25 en el Hot 100-, pero sus días de carrera musical estaban contados.
Con la música pop de los 80' empezó a tomar asiento trasero al Hip Hop y el Grunge, Nevil volvió a escribir y a producir para Babyface, Jessica Simpson y Destiny's Child. En 2006 comenzó a colaborar con Matthew Gerard en el álbum Summer Girl de Smash Mouth. Matthew había sido escritor para Disney durante algún tiempo y su trabajo lo llevó a la asociación de trabajo en proyectos con Disney, incluyendo sus franquicias High School Musical y Hannah Montana, también compuso para la promo de "iOMG" más conocida como el comienzo de la saga "iSeddie"(iCarly), la canción "Call Me" acompañada por Kary Kimmel.

## Discografía

### Álbumes
- Robbie Nevil (1986) #37 U.S. Pop; #32 U.S. R&B
- A Place Like This (1988) #118 U.S.
- Day 1 (1991)

### Sencillos
- C'est la vie (1986) #2 U.S., #3 UK
- Dominoes (1987) #14
- Wot's It To Ya (1987) #10
- Back On Holiday (1988) #34
- Somebody Like You (1989) #63
- For Your Mind (1991) #86
- Just Like You (1991) #25